# Ixmoart
Ixmoart (pronunciado [iʃ.mo.aɾt]) o Ixmuart (pronunciado [iʃ.mu.aɾt]) (en árabe: إزمورن‎, en francés: Izemmouren) es una localidad marroquí perteneciente al municipio de Beni Chikar, en la región Oriental. Desde 1912 hasta 1956 perteneció a la zona norte del protectorado español de Marruecos.